# Slamkrypeväxter
Slamkrypeväxter (Elatinaceae) är en familj av tvåhjärtbladiga växter. Slamkrypeväxter ingår i ordningen malpigiaordningen, klassen tvåhjärtbladiga blomväxter, fylumet kärlväxter och riket växter. Enligt Catalogue of Life omfattar familjen Elatinaceae 49 arter. 
Kladogram enligt Catalogue of Life:
| Slamkrypeväxter | \| \| Bergia \| \| \| \| \| \| slamkrypor \| \| \| \| |
|                 | \| \| Bergia \| \| \| \| \| \| slamkrypor \| \| \| \| |
|                 | Bergia                                                |
|                 |                                                       |
|                 | slamkrypor                                            |
|                 |                                                       |

## Bildgalleri

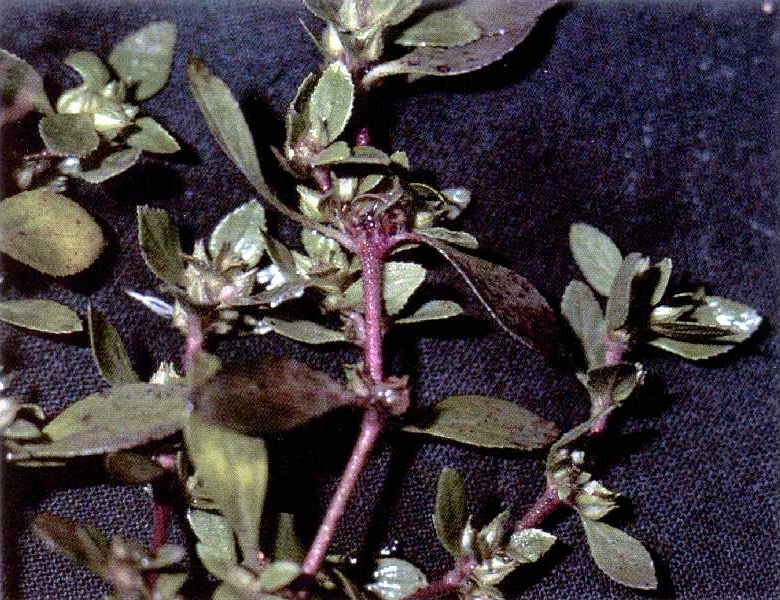
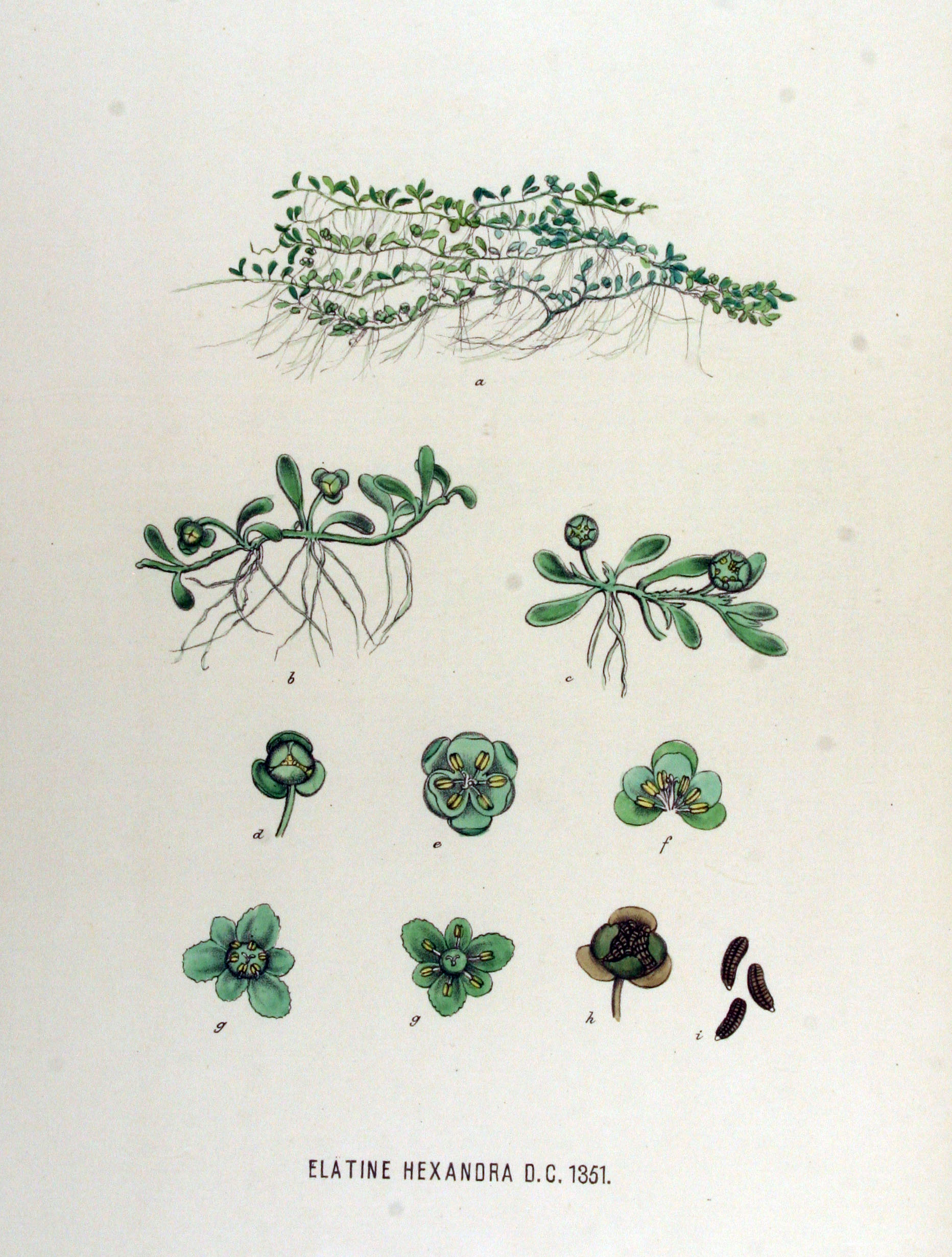
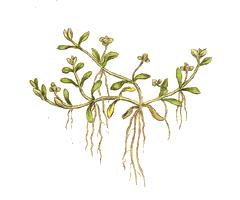
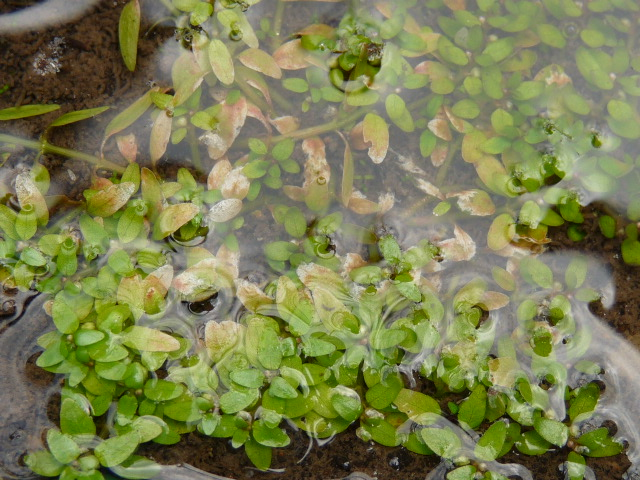